# 関西医科大学の人物一覧
関西医科大学の人物一覧（かんさいいかだいがくのじんぶついちらん）は、関西医科大学に関係する人物の一覧記事。

## 教職員

### 哲学系
- 森進一 - ギリシャ哲学者。関西医科大学名誉教授。

## OB・OG
- 須藤昭子 - 医師。修道女。
- 澁谷道 - 俳人。
- 八木三日女 - 俳人。

### 政界
- 沓脱タケ子 - 元参議院議員。第13期卒業生。
- 土田博和 - 元参議院議員。